# 馬修·卡納萬
馬修·卡納萬（Matthew Canavan，1980年12月17日—）是一位澳洲政治人物。他的黨籍是昆士蘭自由國家黨。自2014年開始，他是代表昆士蘭州的澳大利亞參議院議員之一。在踏入政壇之前，他曾在畢馬威公司工作。